# Octabin
Octabin es un contenedor con forma de prisma octogonal regular o irregular de grandes dimensiones utilizado para el envasado de productos. Su capacidad puede superar los 1000 kilos de peso. Se compone de tres piezas independientes - cuerpo, tapa y base - que se montan manualmente formando un conjunto estable. Su materia prima es el cartón ondulado de alto gramaje y tres ondas (cartón tríplex) y está indicado para los siguientes artículos:
- Granza
- Material a granel
- Productos agroalimentarios
- Productos químicos, en general
- Pesticidas, en particular

- Datos: Q3348773